# Frederik I van Schwarzenburg

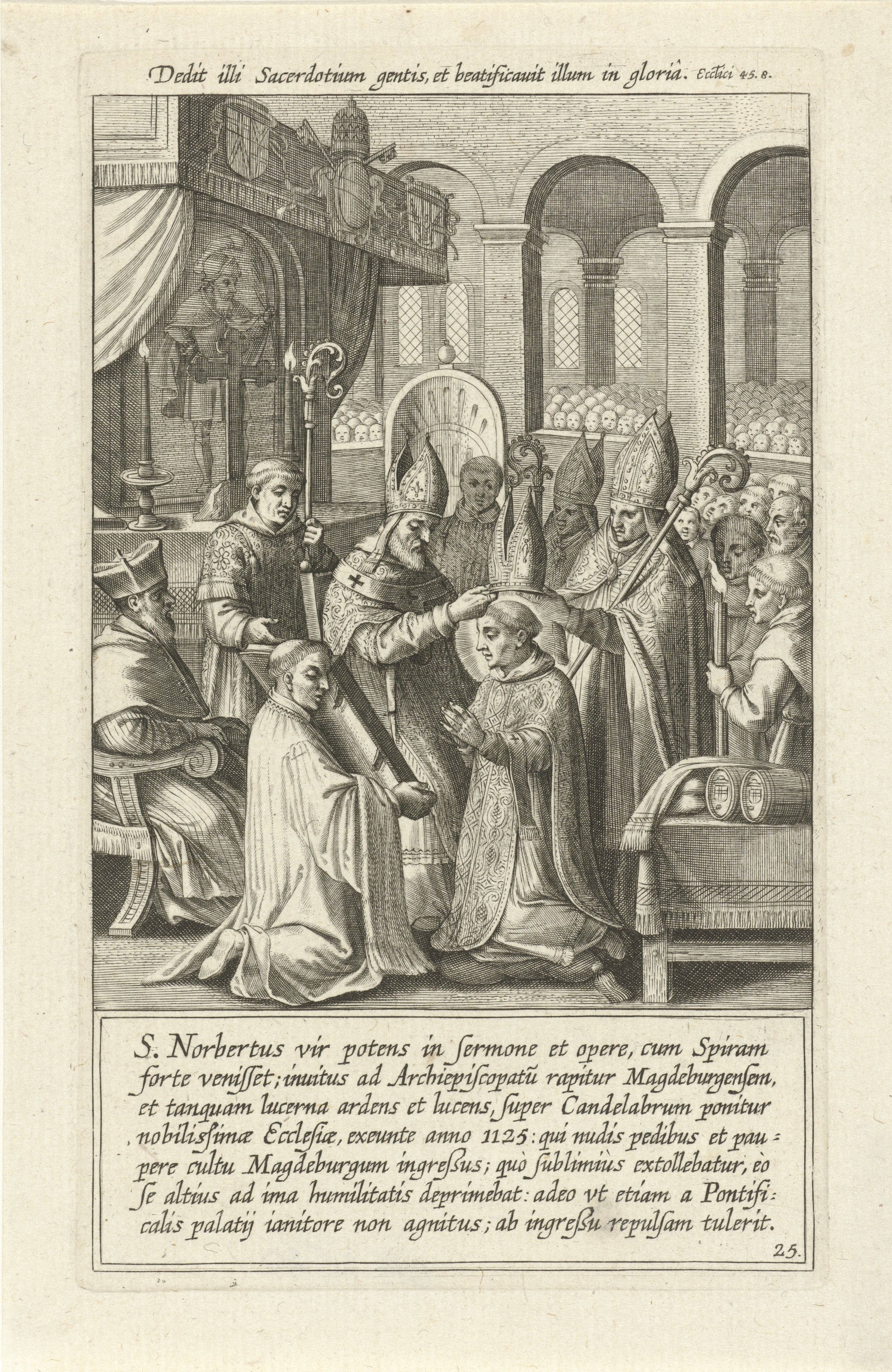
Bisschopswijding van de heilige Norbertus door Frederik I van Schwarzenburg (Theodoor Galle)

Frederik I van Schwarzenburg (circa 1075/1078 – Wolkenburg, 25 oktober 1131) was van 1100 tot aan zijn dood aartsbisschop van Keulen.

## Levensloop
Frederik I was vermoedelijk een zoon van graaf Berthold I van Schwarzenburg uit diens huwelijk met Richardis van Spanheim-Istrië. Hij studeerde in Bamberg en Frankrijk en werd daarna kanunnik in Bamberg en Speyer. Rond 1100 werd in zijn opdracht ook begonnen aan de bouw van de burcht van Volmarstein.
Op 6 januari 1100 werd hij door keizer Hendrik IV benoemd tot aartsbisschop van Keulen. In 1102 kocht Frederik eveneens de oorden Hachen en Werl, die voorheen in het bezit waren van de graven van Werl, en nadat graaf Frederik van Arnsberg de stad Arnsberg had veroverd, dwong hij hem om de helft van zijn graafschap af te staan aan Keulen. Hierdoor kon Frederik de invloed van het aartsbisdom in Westfalen aanzienlijk uitbreiden.
In 1106 koos Frederik na een conflict tussen keizer Hendrik IV en zijn zoon Hendrik V de zijde van deze laatste, wat hem in conflict met Rome bracht. Op 25 juni 1110 kroonde hij de echtgenote van Hendrik V, Mathilde van Engeland, in Mainz tot Rooms-Duits koningin en een jaar vergezelde hij Hendrik V op zijn tocht naar Italië, waar die tot keizer van het Heilige Roomse Rijk werd gekroond. Later keerde de aartsbisschop zich echter af aan de keizer en in 1114 versloeg hij hem in een veldslag nabij Andernach.
Tijdens zijn bewind verstevigde Frederik ook het zuiden van zijn aartsbisdom door verschillende vestingen te bouwen. In 1118 stichtte hij de burcht van Wolkenburg op een bergtop in het Zevengebergte, alsook in 1122 de burcht van Rolandseck aan de Rijn. Ook de bouw van de burcht van Drachenfels wordt aan hem toegeschreven. In 1122 was hij als adviseur en aartskanselier ook betrokken bij de opstelling van het Concordaat van Worms. Bij de Rooms-Duitse koningsverkiezing van 1125 stemde hij voor Lotharius van Supplinburg, nadat hij eerst tevergeefs de kroon had aangeboden aan graaf Karel de Goede van Vlaanderen. Op 13 september 1125 kroonde hij Lotharius in Aken tot Rooms-Duits koning Lotharius III.
Frederik I stierf in oktober 1131 in de burcht van Wolkenburg. Hij werd bijgezet in de Abdij van Michaëlsberg in Siegburg.
- Gemeinsame Normdatei: 143695614
- Virtual International Authority File: 169202526
- WorldCat: E39PBJj8Q6GypPQ6xGTpd8MdcP